# Lista ducilor de Spoleto
Ducii de Spoleto au fost conducătorii Ducatului de Spoleto și ai unei bune părți din Italia centrală din afara posesiunilor papale pe parcursul Evului mediu timpuriu (cca. 500 – 1300). Primii duci au fost numiți de către regii longobarzi, dar ei erau independenți de facto. Cucerirea francă a statului longobard din nord a avut ca efect numirea ducilor de Spoleto de către carolingieni și apoi de către succesorii acestora, împărații romano-germani. În secolul al XII-lea, ducii de Spoleto erau de departe cei mai importanți vasali ai imperialilor de pe teritoriul Italiei.
Ducii de Spoleto purtau în mod uzual titulatura de dux et marchio, pentru a identifica dominația lor atât asupra Spoleto, cât și a Camerino.

## Lista ducilor de Spoleto

### Supremația longobardă
- Faroald I: 570-592
- Ariulf: 592-602
- Theodelap: 602-650
- Atto: 650-665
- Thrasimund I: 665-703
- Faroald al II-lea: 703-724
- Thrasimund al II-lea: 724-739
- Hilderic: 739-740
- Thrasimund al II-lea: 740-742 (restaurat)
- Agiprand: 742-744
- Thrasimund al II-lea: 744-745 (restaurat)
- Lupus: 745-752
- Unulf: 752
- Aistulf: 752-756 (de asemenea, duce de Friuli, 744-749 și rege al longobarzilor, 749-756)
- Ratchis: 756-757 (de asemenea, rege al longobarzilor, 744-749) și duce de Friuli, 739-744)
- Alboin: 757-759
- Desiderius: 758-759 (de asemenea, rege al longobarzilor, 756-774)
- Gisulf: 758-763
- Theodicius: 763-773
- Hildeprand: 774-788

### Supremația francă
- Winiges: 789-822
- Suppo I: 822-824
- Adelard: 824
- Mauring: 824
- Adelchis I: 824-834
- Lambert de Nantes: 834-836
- Berengar: 836-841
- Vito I sau Guy I: 842-859
- Lambert I: 859-871 (de asemenea, conte de Capua)
- Suppo al II-lea: 871-876
- Lambert I: 876-880 (restaurat)
- Guy al II-lea: 880-883
- Guy al III-lea: 883-894 (de asemenea, rege al Italiei și împărat)
- Lambert al II-lea: 894-898 (de asemenea, rege al Italiei și împărat)
- Guy al IV-lea: 895-898 (de asemenea principe de Benevento)
- Alberic I: 898-922
- Bonifaciu I: 923-928
- Petru: 924-928
- Theobald I: 928-936
- Anscar: 936-940
- Sarlion: 940-943
- Humbert: 943-946 (de asemenea margraf de Toscana)
- Bonifaciu al II-lea: 946-953
- Theobald al II-lea: 953-959
- Thrasimund al III-lea: 959-967
- Pandulf I: 967-981 (de asemenea principe de Benevento, principe de Capua, principe de Salerno)
- Landulf: 981-982 (de asemenea, co-principe de Benevento și de Capua)
- Thrasimund al IV-lea: 982-989
- Ugo I "cel Mare": 989-996 (de asemenea margraf de Toscana)
- Conrad: 996-998 (de asemenea margraf de Ivrea)
- Ademar: 998-999
- Roman: 1003-1010
- Rainier: 1010-1020
- Hugue al II-lea: 1020-1035
- Hugue al III-lea: 1036-1043

### Supremația toscană
- Bonifaciu al III-lea: 1043-1052 (de asemenea margraf de Toscana)
- Frederic: 1052-1055 (de asemenea margraf de Toscana)
  - Beatrice de Bar: 1052-1055 (regent ca mamă a lui Frederic și a Matildei)
  - Godefroy "cel Bărbos": 1053-1055 (de asemenea duce în Ducatul Lotharingiei Inferioare) (regent ca soț al Beatricei și tată vitreg al lui Frederic și al Matildei)

stăpânire papală: 1056-1057
- Matilda: 1057-1082 (de asemenea margrafină de Toscana)
  - Godefroy "cel Bărbos": 1057-1069 (de asemenea regent în Marca de Toscana) (de asemenea duce în Ducatul Lotharingiei Inferioare)
  - Godefroy "cel Ghebos", 1069-1076 (de asemenea regent în Marca de Toscana) (de asemenea duce în Ducatul Lotharingiei Inferioare)
- Rainier al II-lea: 1082-1086
- Matilda: 1086-1093 (restaurată) (de asemenea margrafină de Toscana)
- Guarnier al II-lea: 1093-1119
- Conrad de Scheiern: 1120-1127 (de asemenea margraf de Toscana)
- Engelbert al III-lea de Sponheim: 1135-1137 (de asemenea margraf de Toscana, margraf de Istria și margraf de Carniola)
- Henric "cel Mândru": 1137-1139 (de asemenea margraf de Toscana și duce de Bavaria)
- Ulrich de Attems: 1139-1152 (vicar imperial pentru Toscana și Spoleto)
- Welf al VI-lea: 1152-1160 (de asemenea margraf de Toscana)
- Welf al VII-lea: 1160-1167 (de asemenea margraf de Toscana)
- Welf al VI-lea: 1167-1173 (restaurat) (de asemenea margraf de Toscana)
- Ridelulf: 1173-1183
- Conrad de Urslingen: 1183-1190
- Pandulf al II-lea: 1190-1195
- Conrad de Urslingen: 1195-1198 (restaurat)

### Supremația papală
- Henric de Urslingen: 1205
- Dipold: 1209-1225
- Rainald de Urslingen: 1223-1230
- Conrad Guiscard de Urslingen: 1227-1267
- Berthold de Urslingen: 1251-1276
- Rainald de Urslingen: 1251-1276 (restaurat)
- Blasco Fernández: asasinat în 1367
- Guidantonio I de Montefeltro: 1419-1443
- Franceschetto Cybo: cca. 1503-1519